# 斯特拉斯莫爾 (新澤西州)
斯特拉斯莫爾（英語：Strathmore）是位於美國新澤西州蒙茅斯縣的普查規定居民點。

## 人口
根據2020年美國人口普查的數據，斯特拉斯莫爾的面積為5.23平方千米，當中陸地面積為5.10平方千米，而水域面積為0.13平方千米。當地共有人口7225人，而人口密度為每平方千米1,381.45人。